# Prágai Jeromos
Prágai Jeromos vagy Prágai Hieronymus (cseh: Jeroným Pražský, 1370 körül – 1416. május 30.) cseh skolasztikus filozófus, teológus, tanár és előreformátor. Husz János egyik legfőbb munkatársa, akit a konstanzi zsinat eretneknek ítélt és máglyán égetett meg.

## Élete
Prágában született; 1398-ban szerzett diplomát a prágai Károly Egyetemen, majd Angliában az Oxfordi Egyetemen tanult, ahol megismerkedett a reformer John Wycliffe tanaival. 1401-ben visszatért Prágába, bekapcsolódott a reformáció munkájába: egyetemi tanárként elkezdte terjeszteni Wycliffe tanítását.
1403-ban a Szentföldre utazott, és sokfelé, Pesten és Bécsben is megfordult és tartott előadást, de Wyclif tanainak terjesztése miatt mindenhonnan menekülni kényszerült, ugyanis hirdette, hogy a római egyház eltávolodott Krisztus tanításától; aki az üdvösséget keresi, annak az evangéliumokban kell kutatnia.
Tanított a Sorbonne (1405), valamint a Heidelberg-i és a Köln-i egyetemen (1406) is de nézetei miatt, az egyházi hatóságok fenyegetésére kénytelen volt távozni. Visszatérve Prágába, Husszal – akivel időközben szoros barátságot kötött – együtt nyilvános vitákat folytattak és javasolták az egyház általános struktúrájának és szokásainak reformját.
II. Ulászló király meghívta őt a Krakkói Egyetem újjászervezésére, de nemsokára ki is utasították Lengyelországból. Prágában, 1412-ben csatlakozott Huszhoz egy híres nyilvános vitában, amelyben kijelentették, hogy a hívek nem kötelesek tiszteletben tartani azokat a pápai parancsokat, amelyek ellentétesek Krisztus parancsaival.
1413-ban újra Lengyelországban járt és Krakkóban a papság és a nép körében „néhány nap alatt emberemlékezet óta nem látott szellemi mozgást indított”.

### Konstanzban

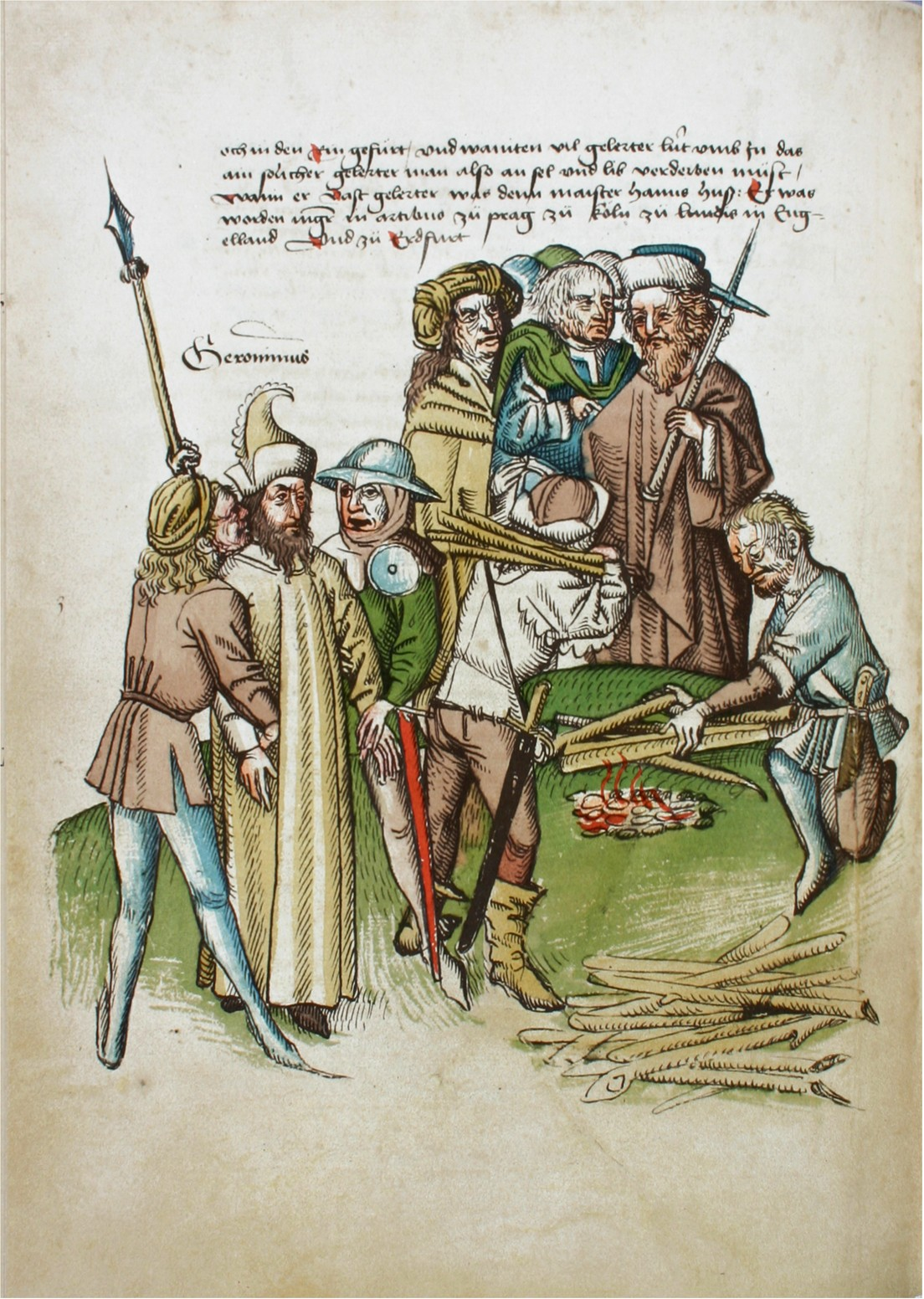
Jeromos megégetése. Miniatúra a korabeli Ulrich Richental Chronik des Konstanzer Konzils című művében

1415 áprilisában – követői tanácsa ellenére – Konstanzba ment, hogy próbálja megvédeni a bebörtönzött Huszt és tanítását, azt remélve, hogy kiszabadíthatja őt a zsinati atyák kezéből, vagy valamiféle segítségei nyújthat neki. Kétheti konstanzi tartózkodása meggyőzte őt reményeinek hiábavalóságáról. Elhatározta, hogy visszatér Prágába, de útközben elfogták, és láncra verve a zsinatra szállították, ahol ugyanazt a vádat emelték
ellene, mint Husz ellen. Jeromos nem volt hajlandó engedelmeskedni, s bebörtönözték a Szent Pál-temetőben levő toronyban. Kezén lábán megbilincselve, hajlott testhelyzetben, kenyéren és vízen tartották. A börtön megtörte és Husz megégetése után, szept. 11-én visszavonta tanait. A zsinat azt követelte tőle, hogy csillapítsa le a huszita mozgalmat, de csak egy levelet írt meg a kívánt értelemben. 
Később, miután továbbra is fogva tartották, megbánta tettét és megtagadta a kicsikart vallomását. Amikor az inkvizítorok ismét elkezdték a kihallgatást, nagyon megdöbbentek: a régi Jeromos állt előttük, az egyházi hierarchia bűneinek kíméletlen leleplezője, az antipápista, Wycliffe és Husz követője. A vádlott újból „eretnekségbe esett”.
1416. májusában a konstanzi gyűlés előtt lehetőséget adtak neki a választásra: vagy újra visszavonja tanait, vagy a máglyára kerül. 
Kijelentette, hogy el volt ámítva, mint a bolond, amikor aláírta a fent nevezett megtagadást, s azután rendkívül megbánta. Mindenekelőtt pedig azt bánja, hogy megtagadta Husz János és John Wycliffe tanításait és egyetértett Husz János elítélésével, aki hite szerint igaz és szent ember volt.
Beszéde nagy hatást tett. Jeromos bíráira mutatva keményen mondta: 
"Ifjúságom óta elkövetett bűneim közül egyik sem nyomja úgy a lelkiismeretemet és nem okoz olyan szívbemarkoló bűntudatot, mint amelyet ezen a végzetes helyen elkövettem, amikor a Wyclif ellen és a szent mártír, barátom és mesterem, Husz János ellen hozott aljas ítéletet helyeseltem.
Wycliffet és Husz Jánost nem azért ítéltétek el, mert megtámadták az egyház tanait, hanem egyszerűen azért, mert elítélték a papság botrányos dolgait – a pompájukat, a gőgjüket, a papok és főpapok minden bűnét. Állításaikat, amelyek megcáfolhatatlanok, én is úgy hiszem és vallom, amint ők. Azt hiszitek, hogy félek a haláltól? Egy teljes évig egy félelmetes föld alatti börtönben tartottatok, ami szörnyűbb volt, mint maga a halál."
Elítéltek, pedig ártatlan vagyok. De halálom után is tüske maradok a testetekben. Száz éven belül mindnyájan Isten ítélőszéke elé kerültök, és ott fogtok helyt állni ítéletetekért!
Ez utóbbi mondásából lett a Husz szájába adott és a későbbi reformációra vonatkoztatott szállóigévé lett jövendölés: "Ma megégetitek a libát (Husz csehül annyi, mint liba), de hamvaiból hattyú támad, azt nem fogjátok megsütni.
1416. május 30-án mint visszaeső eretneket máglyahalálra ítélték.

### Halála
1416. május 30-án reggel, mise után a zsinat meghallgatta Lodi püspök vádbeszédét Jeromos ellen. Felolvasták az inkvizíció ítéletét, melynek értelmében Jeromost visszaeső eretneknek nyilvánították, kiközösítették az egyházból, és átokkal sújtották. A zsinat az ítéletet egyhangúlag jóváhagyta. Csupán az volt hátra, hogy az egyházból „kiközösített” eretneket átadják a világi hatalomnak, hogy az „keresztény irgalmassággal”, azaz csonkítás és vérontás nélkül, a másvilágra küldje. Délelőtt tíz órakor a hóhér Prágai Jeromost meztelenre vetkőztette. Csípője köré egy darab fehér anyagot csavart, s hozzákötözte a száraz rőzsével és szalmával körülrakott oszlophoz.
A legenda szerint, amikor a könyörületes hóhér felajánlotta áldozatának, hogy a háta mögött gyújtja meg a tüzet, Jeromos elutasította e „szolgálatot”: „Gyere ide, gyújtsd meg a szemem előtt; ha félnék a tüzedtől, sohasem kerültem volna ide!”
A halála után az inkvizítorok minden személyes holmiját is elégették, a hamut pedig a Rajna vizébe szórták.